# ショセキ
株式会社ショセキは、石川県金沢市に本社を置く印刷並びに製本事業を行う会社である。北國新聞社の子会社であり、同社の出版物印刷の他にポスター・チラシ印刷などを手掛けている。

## 沿革
- 1947年 - ショセキの前身である北國書籍印刷株式会社を金沢市に設立。
- 1966年 - 野々市町（現：野々市市）に野々市工場を新築。
- 1986年 - 受託印刷を開始（詳しくは後述）。
- 1998年 - 新聞輪転部門を金沢工場に移転。
- 2002年 - 創業55周年を期に社名を株式会社ショセキに変更。
- 2006年 - 白山市に白山工場新築し稼動開始。

## 事業所
本社
- 石川県金沢市南町2番1号

白山工場
- 石川県白山市鹿島町二号17番地1

支店・営業所
- 富山支店（富山県富山市、富山新聞社本社内）
- 高岡支店（富山県高岡市、富山新聞社高岡支社内）
- 東京支店（東京都中央区、北國新聞東京会館内）
- 大阪営業所（大阪府大阪市北区、北國新聞社大阪支社内）

## 主な事業内容
書籍印刷
- 『月刊北國アクタス』など北國新聞社発行の出版物印刷のほかに、石川県や金沢市などの広報誌の印刷も手掛けている。また、自費出版事業にも力を入れている。

商業印刷
- 北國新聞の折込チラシなどのチラシ類、各種パンフレット・ポスター印刷。

受託印刷
- ショセキの事業としてはこの事業も大きなウエイトを占める。中でも、日本経済新聞は北陸地方での受託印刷を全面的に受け持つ。
- 受託印刷を手掛けている新聞 - 日本経済新聞、日経産業新聞、日経流通新聞、聖教新聞、公明新聞
  - 2017年10月から、上記に加え中日新聞北陸本社発行・北陸中日新聞の富山県向け朝刊と中日スポーツの北陸・京滋向け新聞の印刷受託を開始[1]